# East Jesus Nowhere
Az East Jesus Nowhere a Green Day amerikai punk együttes egy kislemeze, amely 2009. október 19-én jelent meg. A Know Your Enemy valamint a 21 Guns után már a harmadik dal volt a 21st Century Breakdown című nagylemezükről melyből kislemez készült.
A dal a vallási fundamentalizmust szidja. Billie Joe Armstrong azt követően írta, hogy részt vett egy istentiszteleten, ahol egy barátja kisgyermekének keresztelője zajlott.

## Videóklip
A videóklip már hetekkel a kislemez megjelenése előtt, 2009. szeptember 17-én megjelent a dalról. A videó melyet Chris Dugan és M. Douglas Silverstein rendezett fél perccel lett hosszabb az eredeti dal hosszánál.

## Slágerlisták
| Lista (2009)                              | Helyezés |
| ----------------------------------------- | -------- |
| U.S. Billboard alternatív dalok           | 17       |
| U.S. Billboard rock dalok                 | 24       |
| U.S. Billboard Hot Mainstream Rock Tracks | 32       |
| UK Rock Chart                             | 10       |
| Canadian Hot 100                          | 71       |

## Tagok
- Billie Joe Armstrong - ének, gitár
- Mike Dirnt - basszusgitár, vokál
- Tré Cool - dob

## Fordítás
- Ez a szócikk részben vagy egészben  az   East Jesus Nowhere című angol Wikipédia-szócikk fordításán alapul.  Az eredeti cikk szerkesztőit annak laptörténete sorolja fel. Ez a jelzés csupán a megfogalmazás eredetét és a szerzői jogokat jelzi, nem szolgál a cikkben szereplő információk forrásmegjelöléseként.

## Külső hivatkozások
- Az East Jesus Nowhere videóklipje a youtube.com-on